# Planeta amarillo
«Planeta amarillo» —título original: «Yellow Planet»— es un episodio de la trigésimo sexta temporada de la serie de televisión animada estadounidense Los Simpson, y el episodio 786 en total. Fue el cuarto episodio que se estrenó en exclusiva en el servicio de streaming Disney+ el 22 de abril de 2025. El episodio fue escrito por J. Stewart Burns y dirigido por Timothy Bailey.
En este episodio, los personajes de Los Simpson son retratados como animales en un documental sobre la naturaleza. Hugh Bonneville actúa como narrador. El episodio se estrenó para celebrar el Día de la Tierra, un acontecimiento internacional anual que tiene lugar el 22 de abril.

## Trama
Un usuario selecciona el documental de naturaleza Yellow Planet para verlo en streaming. En el Ártico, en verano, Homer, una beluga, conoce a Marge, una narval, y se enamoran. Se separan al final del verano para emigrar. Moe le dice a Homer que vaya en busca de Marge. Se une a la manada de Marge y dice que su manada fue asesinada por orcas. Su padre, Rainier Wolfcastle, sospecha.
Mientras tanto, en las Islas Galápagos, Bart, una iguana, aprende a evitar ser devorado por las serpientes con sus compañeras iguanas. Descubre que las serpientes no pueden ver el movimiento, así que aparta a sus compañeras iguanas para sacrificarlas y sobrevive. En África, Flanders, un mandril, y sus hijos discuten sobre la evolución.
Homer y Marge se adentran en el océano en busca de comida. Después de alimentar y llevar comida al resto de la vaina, deciden casarse hasta que se encuentran con la vaina de Homer. Al enterarse de que ha mentido, la vaina de Marge le abandona. Mientras tanto, en la selva amazónica, Lisa, un pinzón carpintero, enseña a los demás a comer hormigas utilizando ramitas para sacarlas de los árboles. Sin embargo, se comen todas las hormigas y los árboles mueren, así que van a comer a un contenedor de un almacén del Amazon. Además, Kirk, una mantis religiosa, pilla a Luann comiéndose a otro macho después de tener sexo y discute con ella, así que lo decapita.
Tratando de consolarla, Jacqueline le cuenta a Marge que una vez estuvo enamorada de una ballena gris, pero que terminó las cosas para obedecer a sus padres. Marge, que no quiere ser como ella, decide buscar a Homer, que se ha convertido en artista en un parque temático acuático. Cuando oye a Marge, que le perdona, intenta escapar pero mata accidentalmente a su entrenador humano. Homer es liberado y se aparea con Marge, dando a luz a Maggie, que es un híbrido de narval y ballena beluga.
A continuación, Morgan Freeman se dirige al narrador y le dice que no haga documentales sobre pingüinos, pues ya hizo La marcha de los pingüinos.

## Producción
En agosto de 2024, se anunció que cuatro episodios originales de la serie se lanzarían en exclusiva en Disney+ con este episodio anunciado como uno de ellos. El productor ejecutivo Matt Selman describió el episodio como una parodia de la serie documental sobre la naturaleza El Planeta Azul o un documental de National Geographic con los personajes de Los Simpson como animales. Este es el último episodio por orden de estreno en el que aparece la actriz Pamela Hayden.

## Lanzamiento
«Planeta amarillo» se estrenó en Disney+ el 22 de abril de 2025 como parte del Día de la Tierra. Es el tercer episodio especial de la temporada para la plataforma, tras «O C'mon All Ye Faithful» y «The Past and the Furious».

## Recepción
John Schwarz de Bubbleblabber calificó el episodio con un 7,5 sobre 10. Pensó que la premisa no era original, pero habría sido «sólida» para un episodio de emisión. Le gustó el guion del guionista J. Stewart Burns y especuló con que el concepto de los animales estaba hecho para Disney. Cathal Gunning de Screen Rant destacó que los personajes humanos no tuvieron tanta relevancia en el episodio, diciendo: «"Planeta Amarillo" demuestra que la serie no carece de ideas innovadoras. Incluso si eso implica darles a los personajes humanos una semana de descanso de vez en cuando, la temporada 36 de Los Simpson se compromete admirablemente a cambiar su formato y a subvertir las expectativas del público».